# 17108 Patricorbett
17108 Patricorbett este o planetă minoră (asteroid), cu un diametru de 3,642 km, din centura de asteroizi. A fost descoperită pe 10 mai 1999 la Experimental Test Site⁠(d) de Lincoln Near-Earth Asteroid Research. 
Obiectul prezintă o orbită caracterizată de o semiaxă mare de 2,8899257 UAi, o excentricitate de 0,03, o înclinație de 2,2538 ° în raport cu ecliptica.